# Hot kvintet
Hot kvintet byla amatérská swingová kapela působící v letech 1939 – 1940.
Soubor se věnoval především improvizované hudbě což byl ve své době odvážný krok. V souboru působili Miroslav Vrba (bicí), Jan Hammer st. (kontrabas), Pavel Leden (akordeon), V. Novák (klarinet) a Emil Ludvík (klavír). Příležitostně spolupracoval i Fritz Weiss.
Z kvintetu později vznikl orchestr Emila Ludvíka a v roce 1942 soubor Rytmus42.